# Ecuadattus
Genre
Ecuadattus est un genre d'araignées aranéomorphes de la famille des Salticidae.

## Distribution
Les espèces de ce genre sont endémiques d'Équateur.

## Liste des espèces
Selon World Spider Catalog (version 18.0, 30/03/2017) :
- Ecuadattus elongatus Zhang & Maddison, 2012
- Ecuadattus napoensis Zhang & Maddison, 2012
- Ecuadattus pichincha Zhang & Maddison, 2012
- Ecuadattus typicus Zhang & Maddison, 2012

## Publication originale
- Zhang & Maddison, 2012 : New euophryine jumping spiders from Central and South America (Araneae: Salticidae: Euophryinae). Zootaxa, no 3578, p. 1-35.